# Brahim Mahouachi
 (novembre 2024).
 (novembre 2024).
Si vous disposez d'ouvrages ou d'articles de référence ou si vous connaissez des sites web de qualité traitant du thème abordé ici, merci de compléter l'article en donnant les références utiles à sa vérifiabilité et en les liant à la section « Notes et références ».
Brahim Mahouachi (arabe : إبراهيم المحواشي), alias « Brahim Jeune », né le 24 avril 1924 à Tunis et mort le 4 juillet 2008 à Tunis, est un boxeur, journaliste sportif et historien du sport tunisien.
Il commence sa carrière sportive en tant que coureur cycliste et termine 14e, le 6 avril 1941, à l'occasion du championnat des débutants et ce malgré un frein cassé. Il participe ensuite à différentes courses telles que le prix Guénard et celle des journées sportives. Mais la boxe l'attire davantage et il rejoint le Boxing Club de Tunisie.

## Boxeur
Très rapidement, il se fait remarquer par sa technique et son fair-play. En 1945, il parvient en finale du championnat de Tunisie où il doit être opposé à son meilleur ami en poids légers. Mais les deux boxeurs refusent de se combattre et le titre n'est pas attribué. Le 21 octobre 1946, il bat l'Algérois Mohamed Toudjine, alors champion d'Afrique du Nord. Le lendemain, le journal Tunis Soir le présente ainsi : 
« Brahim Jeune jouit à Tunis de l'estime générale. Il l'a gagnée cette estime sur le ring, pugiliste honnête, combattant très correctement et intelligemment. Il n'a pas jusqu'à ce jour l'occasion de boxer souvent. Ce qui caractérise Brahim Jeune, c'est son grand courage. rien ne l'effraie. C'est sans doute pour cela qu'on lui oppose souvent des hommes très durs. »
En 1947, il devient champion de Tunisie, ce qui lui permet de retrouver Toudjine et de lui ravir le championnat d'Afrique du Nord le 16 novembre de la même année. Il émigre en France et bat notamment Robert Naze et Roger Julien avant d'être déclaré perdant lors de son combat contre Georges Vignes (la décision étant controversée).

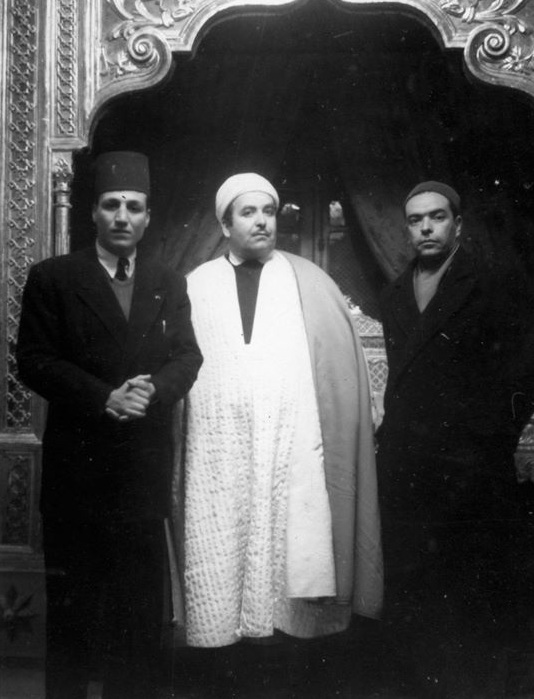
De gauche à droite : Brahim Mahouachi, Mohamed Fadhel Ben Achour et Hédi Laâbidi.

La défaite inattendue contre Jacques Dehaye, le 9 avril 1949, entache sa carrière malgré ses titres nationaux acquis contre Sadok Bahri (1950), Kid Aldo (1951) et Rezgui Ben Salah (1954). Il est dépossédé de son titre nord-africain sur le tapis en 1953. Sa défaite contre Bill Jo, le 13 juin 1954, sonne le glas de sa carrière active.

## Journaliste
À cette époque, il entame également sa carrière journalistique en assurant la couverture des combats de ses concitoyens Gaëtan Annaloro, Mohamed Bouchiba, Bobby Scrivano, Hédi Tijani ou Kid Hfaïedh pour le compte du journal Tunis Soir. Dès l'indépendance, il rejoint le journal El Amal et signe sous le pseudonyme de Barhoum ou Atta'er al haki (الطائر الحاكي) puis passe au journal Assabah où il passe près de 20 ans tout en assurant une chronique radiophonique. On se rappelle notamment son commentaire télévisé en direct du championnat du monde opposant Cassius Clay-George Foreman à Kinshasa.
Il devient plus tard entraîneur national, membre de la Fédération tunisienne de boxe tout en restant chroniqueur sportif.
Mort le 4 juillet 2008 à Tunis, il est inhumé le lendemain dans le cimetière du Djellaz.